# Товарково (Владимирская область)
Товарково — деревня в Кольчугинском районе Владимирской области России, входит в состав Бавленского сельского поселения.

## География
Деревня расположена в 3 км на север от центра поселения посёлка Бавлены и в 16 км на северо-восток от райцентра города Кольчугино.

## История
В XIX — начале XX века деревня входила в состав Ильинской волости Юрьевского уезда, с 1925 года — в составе Юрьевской волости Юрьев-Польского уезда Иваново-Вознесенской губернии. В 1859 году в деревне числилось 20 дворов, в 1905 году — 26 дворов.
С 1929 года деревня являлась центром Товарковского сельсовета Кольчугинского района, с 1940 года — в составе Бавленского сельсовета, с 1962 года — в составе Лычевского сельсовета, с 1981 года — в составе Большекузьминского сельсовета, с 2005 года — в составе Бавленского сельского поселения.

## Население
| 1859 | 1905 | 2002 | 2010 | 2013 | 2021 |
| ---- | ---- | ---- | ---- | ---- | ---- |
| 144  | ↗157 | ↘16  | →16  | ↗20  | ↘14  |

## Достопримечательности
В 2009-2015 годах в деревне построена Церковь Сергия Радонежского.